# Meurah (Seulimeum)
Meurah is een bestuurslaag in het regentschap Aceh Besar van de provincie Atjeh, Indonesië. Meurah telt 294 inwoners (volkstelling 2010).